# Масови безредици в Гърция (2008)
Масови безредици в Гърция – ожесточени сблъсъци между ляворадикални групи от младежи и отрядите на полицията със специално предназначение.

## История
Безредиците избухват в Атина на 7 декември 2008 г. В тях пострадват 21 души, от които 13 полицаи. Формален повод за сблъсъците става убийството от специалните отряди на 15-годишното момче Александрос Григоропулос, празнувал именния ден на свой приятел в атинския район Екзархия. По мнение на социолози, основната причина, която е катализирала общественото недоволство са станали неолибералните реформи в страната.
По заявление на полицията, група младежи се опитали да замерят патрулна кола с бомба, а стоящите в автомобила полицаи са произвели няколко изстрела с цел самозащита. Съгласно показания на свидетели, потвърдени с видеозаписи, младежите не са се опитвали да нанесат вреди на полицаите, а само са викали обиди и лозунги (убитото момче се е намирало на разстояние от 50 м). В същото време очевидци съобщават, че полицаят явно се е опитвал да застреля младежа.
Лявата общественост се възбужда от видеозаписите от мястото на събитието, бързо разпространявайки ги в Интернет. Видеозаписите показват, че изстрелите са произведени без провокация.
На следващия ден са регистрирани размирици и в други градове (Солун, Гюмюрджина, Трикала, Ханя и Янина), по време на които представители на радикалната младеж, по призива на групировката „Обединение на антикапиталистическите леви“, трошат и палят със запалителни смеси автомобили, магазини и помещения на банки. Началникът на полицията Прокопис Павлопулос подава оставка, но министър-председателят Константинос Караманлис не я приема. Протестни действия се провеждат също пред оградите на гръцките посолства в Берлин и Лондон. В размириците на 8 декември пострадват 22 души, от които 12 полицаи.
На следващия ден прекъсват работа учебните заведения, като преподавателите във вузовете обявяват тридневна стачка.

## Инцидентът със стрелбата
Вечерта група млади анархисти празнуват в квартала на Атина Екзархия. Според различни данни те обиждали полицаите и ги замеряли с бутилки със запалителна смес. В резултат на това полицаите изстрелват няколко предупредителни изстрела – един във въздуха, а другия по посока на улицата. По резултати на балистичната експертиза е установено, че куршумът рикошира и попада в студента – анархист Александрос Григоропулос. Бързото разпространение на видеото в медиите предизвика излизане по улиците на радикални ученици и студенти, които предизвикват едни от най-големите размирици в Гърция през последните десет години.
Полицаите са поставени под защита от многото анархисти, които превръщат квартали на Атина и редица други градове в ожесточени бойни полета.
Гвардията използва сълзотворен газ и водни оръдия. Полицията в Гърция не може да влиза в университетите, така че те се превръщат в доставни бази и скривалища за анархистите.

## Война по улиците
На 7 септември са унищожени 38 автомобила, 13 полицаи получават наранявания в различна степен, арестувани са 22-ма участника в протестите.

## Предистория
Предисторията на противопоставяне на младежите срещу полицията датира от 70-те години, когато през 1973 г. студентите от Националната мецовска политехника в Атина въстават срещу хунтата на черните полковници поддържани от САЩ. На 14 ноември 1973 г. избухва студентска стачка известна с името (Ελεύθεροι Πολιορκημένοι).
През 1985 г. при честване на годишнина от тези събития загива демонстрант. През 1999 г. и 2003 г. в Гърция също избухват масови безпорядъци с участието на антиглобалисти по време на посещението на Бил Клинтън и срещата във върховете на Евросъюза в Солун.

## Последствия
На 10 декември, сряда протестите на младежите са подкрепени от профсъюзите, в страната е обявена общонационална стачка, по време на която икономическите искания са допълнени с ултиматум за оставка на правителството. Нападенията на анархистите срещу полицейските участъци стават постоянна практика.

## Акции на анархистите и левите радикали зад граница
Гръцките студенти в Берлин превземат посолството на Гърция на втората седмица от демонстрациите в Гърция. Акции на анархистите са проведени в цяла Западна и Северна Европа, като са подкрепени от студентите от други националности.
Несанкционирана акция на солидарност преминава и в Русия, като анархистите обръщат автомобили по улиците. Неизвестни хвърлят „коктейл Молотов“ в гръцкото посолство в Москва.
В София също има протести на солидарност.

## Нови безредици
На 6 декември 2009 г., в годишнината от убийството на Александрос Григоропулос, в Гърция започват нови размирици. Над 300 демонстранти излизат по улиците на Атина, независимо от присъствието на полицейски кордони от над 10 хиляди полицаи. По време на стълкновенията са ранени седем души.